# 路易斯·奥特罗
路易斯·奥特罗（西班牙語：Luis Otero，1893年10月22日—1955年1月20日），西班牙男子足球运动员，司职后卫。他曾代表西班牙国家队参加1920年夏季奥林匹克运动会足球比赛，获得一枚银牌。